# Superstock 1000 FIM Cup 2015
Superstock 1000 FIM Cup 2015 è la diciassettesima edizione della Superstock 1000 FIM Cup.
Il campionato piloti è stato vinto da Lorenzo Savadori su Aprilia RSV4 RF del team Nuova M2 Racing. Suoi principali rivali per tutta la stagione sono stati i connazionali Roberto Tamburini con la BMW S1000RR del Team MotoxRacing e Raffaele De Rosa con la Ducati 1199 Panigale R del team Althea Racing.
Vittoria per la Aprilia nella classifica costruttori, che sopravanza di ben 34 punti la più vicina delle concorrenti ossia la tedesca BMW. Per la casa di Noale si tratta del primo doppio titolo in questa categoria.

## Piloti partecipanti
fonte
Tutte le motociclette in competizione sono equipaggiate con pneumatici forniti dalla Pirelli.
| Nº  | Pilota               | Squadra                      | Motocicletta           |
| --- | -------------------- | ---------------------------- | ---------------------- |
| 2   | Roberto Tamburini    | Team MotoxRacing             | BMW S1000 RR           |
| 3   | Sebastien Suchet     | Team BSR                     | Kawasaki ZX-10R        |
| 4   | Mathieu Gines        | MRS Yamaha                   | Yamaha YZF-R1          |
| 5   | Gauthier Duwelz      | TR Corse                     | BMW S1000 RR           |
| 6   | Denni Schiavoni      | 2R Racing                    | BMW S1000 RR           |
| 7   | Max Fritzsch         | MTM–HS Kawasaki              | Kawasaki ZX-10R        |
| 8   | Kevin Valk           | MTM–HS Kawasaki              | Kawasaki ZX-10R        |
| 9   | Francesco Cavalli    | Clasitaly                    | Kawasaki ZX-10R        |
| 10  | Aiden Wagner         | Team Suzuki Europe           | Suzuki GSX-R1000       |
| 10  | Aiden Wagner         | Team Pedercini               | Kawasaki ZX-10R        |
| 11  | Jérémy Guarnoni      | Team Trasimeno               | Yamaha YZF-R1          |
| 12  | Andre Calvet         | BWG Racing Kawasaki          | Kawasaki ZX-10R        |
| 13  | Federico Sanchioni   | Clasitaly                    | Kawasaki ZX-10R        |
| 14  | Victor Cox           | Team Suzuki Europe           | Suzuki GSX-R1000       |
| 15  | Mathieu Dumas        | Team OGP                     | Kawasaki ZX-10R        |
| 16  | Remo Castellarin     | Team Trasimeno               | Yamaha YZF-R1          |
| 16  | Remo Castellarin     | Team Suzuki Europe           | Suzuki GSX-R1000       |
| 18  | Stéphane Egea        | Team18 Delcamp Energie       | Kawasaki ZX-10R        |
| 19  | Nigel Walraven       | Team Suzuki Europe           | Suzuki GSX-R1000       |
| 20  | Sylvain Barrier      | G.M. Racing                  | Yamaha YZF-R1          |
| 21  | Florian Marino       | MRS Yamaha                   | Yamaha YZF-R1          |
| 23  | Luca Salvadori       | Althea Racing                | Ducati 1199 Panigale R |
| 24  | Thomas Toffel        | Motos Vionnet                | BMW S1000 RR           |
| 26  | Marco Sbaiz          | Vueffe Corse                 | BMW S1000 RR           |
| 27  | Riccardo Cecchini    | Team Pedercini               | Kawasaki ZX-10R        |
| 28  | Marc Moser           | Triple-M by Barni            | Ducati 1199 Panigale R |
| 32  | Lorenzo Savadori     | Nuova M2 Racing              | Aprilia RSV4 RF        |
| 34  | Balázs Németh        | R2 MotorSport Team           | Kawasaki ZX-10R        |
| 35  | Raffaele De Rosa     | Althea Racing                | Ducati 1199 Panigale R |
| 39  | Randy Pagaud         | Team OGP                     | Kawasaki ZX-10R        |
| 41  | Federico D'Annunzio  | FDA Racing Team              | BMW S1000 RR           |
| 43  | Fabio Massei         | EAB Racing Team              | Ducati 1199 Panigale R |
| 44  | Danny de Boer        | SWPN                         | Yamaha YZF-R1          |
| 50  | Lukas Trautmann      | MRS Yamaha                   | Yamaha YZF-R1          |
| 51  | Eric Vionnet         | Motos Vionnet                | BMW S1000 RR           |
| 54  | Marty Debruyne       | MTM–HS Kawasaki              | Kawasaki ZX-10R        |
| 55  | Fabio Marchionni     | TR Corse                     | BMW S1000 RR           |
| 56  | Péter Sebestyén      | Team Pedercini               | Kawasaki ZX-10R        |
| 67  | Bryan Staring        | Team Pedercini               | Kawasaki ZX-10R        |
| 68  | Ronald Slamet        | BWG Racing Kawasaki          | Kawasaki ZX-10R        |
| 69  | Ondřej Ježek         | Triple-M by Barni            | Ducati 1199 Panigale R |
| 71  | Christoffer Bergman  | MG Competition               | Yamaha YZF-R1          |
| 74  | Kevin Calia          | Nuova M2 Racing              | Aprilia RSV4 RF        |
| 77  | Wayne Tessels        | Team Suzuki Europe           | Suzuki GSX-R1000       |
| 81  | Michaël Savary       | Team18 Delcamp Energie       | Kawasaki ZX-10R        |
| 84  | Riccardo Russo       | G.M. Racing                  | Yamaha YZF-R1          |
| 87  | Luca Marconi         | Team Trasimeno               | Yamaha YZF-R1          |
| 88  | Kevin Coghlan        | MRS Yamaha                   | Yamaha YZF-R1          |
| 91  | Luca Oppedisano      | DMR Racing Team              | BMW S1000 RR           |
| 92  | Bryan Leu            | Badan Yamaha IXS Racing Team | Yamaha YZF-R1          |
| 93  | Alberto Butti        | Team Go Eleven               | Kawasaki ZX-10R        |
| 94  | Matthieu Lussiana    | Team ASPI                    | Kawasaki ZX-10R        |
| 94  | Matthieu Lussiana    | Team ASPI                    | BMW S1000 RR           |
| 95  | Robert Mureșan       | H-Moto Team                  | BMW S1000 RR           |
| 98  | Romain Lanusse       | Team Pedercini               | Kawasaki ZX-10R        |
| 99  | Tony Coveña          | EAB Racing Team              | Ducati 1199 Panigale R |
| 111 | Marco Marcheluzzo    | DMR Racing Team              | BMW S1000 RR           |
| 112 | Antonio Alarcos      | Team18 Delcamp Energie       | Kawasaki ZX-10R        |
| 118 | Gregg Black          | Team18 Delcamp Energie       | Kawasaki ZX-10R        |
| 119 | Michele Magnoni      | G.M. Racing                  | Yamaha YZF-R1          |
| 120 | Mathew Scholtz       | MRS Yamaha                   | Yamaha YZF-R1          |
| 121 | Alessandro Andreozzi | Nuova M2 Racing              | Aprilia RSV4 RF        |
| 134 | Greg Gildenhuys      | TR Corse                     | BMW S1000 RR           |
| 169 | David McFadden       | Team Suzuki Europe           | Suzuki GSX-R1000       |
| 169 | David McFadden       | Team Pedercini               | Kawasaki ZX-10R        |

| Legenda            |
| ------------------ |
| Pilota wildcard    |
| Pilota sostitutivo |

## Calendario
| Nº | Data         | Gran Premio | Circuito    | Pole Position     | Vincitore gara    | Leader del campionato |
| -- | ------------ | ----------- | ----------- | ----------------- | ----------------- | --------------------- |
| 1  | 12 aprile    | Spagna      | Aragon      | Lorenzo Savadori  | Roberto Tamburini | Roberto Tamburini     |
| 2  | 19 aprile    | Paesi Bassi | Assen       | Lorenzo Savadori  | Lorenzo Savadori  | Lorenzo Savadori      |
| 3  | 10 maggio    | Italia      | Imola       | Ondřej Ježek      | Lorenzo Savadori  | Lorenzo Savadori      |
| 4  | 24 maggio    | Regno Unito | Donington   | Roberto Tamburini | Lorenzo Savadori  | Lorenzo Savadori      |
| 5  | 7 giugno     | Portogallo  | Portimão    | Roberto Tamburini | Roberto Tamburini | Lorenzo Savadori      |
| 6  | 21 giugno    | Italia      | Misano      | Lorenzo Savadori  | Lorenzo Savadori  | Lorenzo Savadori      |
| 7  | 20 settembre | Spagna      | Jerez       | Roberto Tamburini | Roberto Tamburini | Lorenzo Savadori      |
| 8  | 4 ottobre    | Francia     | Magny-Cours | Jérémy Guarnoni   | Jérémy Guarnoni   | Lorenzo Savadori      |

## Classifiche

### Classifica Piloti[1]
| Posizione | Pilota               | Motocicletta      | Spagna (bandiera) | Paesi Bassi (bandiera) | Italia (bandiera) | Regno Unito (bandiera) | Portogallo (bandiera) | Italia (bandiera) | Spagna (bandiera) | Francia (bandiera) | Punti |
| --------- | -------------------- | ----------------- | ----------------- | ---------------------- | ----------------- | ---------------------- | --------------------- | ----------------- | ----------------- | ------------------ | ----- |
| 1         | Lorenzo Savadori     | Aprilia           | 2                 | 1                      | 1                 | 1                      | 2                     | 1                 | 3                 | 8                  | 164   |
| 2         | Roberto Tamburini    | BMW               | 1                 | Rit                    | 2                 | 2                      | 1                     | 3                 | 1                 | 5                  | 142   |
| 3         | Raffaele De Rosa     | Ducati            | 4                 | 2                      | Rit               | 3                      | 3                     | 2                 | 2                 | 3                  | 121   |
| 4         | Jérémy Guarnoni      | Yamaha            | 9                 | 9                      | 6                 | 4                      | 8                     | 6                 | 5                 | 1                  | 91    |
| 5         | Ondřej Ježek         | Ducati            | 5                 | 3                      | 3                 | 6                      | 4                     | 8                 | 8                 | Rit                | 82    |
| 6         | Kevin Coghlan        | Yamaha            | 3                 | 6                      | 4                 | 5                      | 5                     | 5                 |                   |                    | 72    |
| 7         | Kevin Calia          | Aprilia           | Rit               | 5                      | 15                | 7                      | 7                     | 4                 | Rit               | 2                  | 63    |
| 8         | Fabio Massei         | Ducati            | Rit               | 4                      | 5                 | 8                      | 13                    | 10                | 7                 | 6                  | 63    |
| 9         | Bryan Staring        | Kawasaki          | 6                 | 8                      | Rit               | 12                     | 6                     | 9                 | 9                 | 9                  | 53    |
| 10        | Christoffer Bergman  | Yamaha            | 10                | 12                     | 12                | 11                     | 12                    | 7                 | 17                | 13                 | 35    |
| 11        | Florian Marino       | Yamaha            | 7                 | 7                      | Rit               |                        | 11                    | NP                |                   |                    | 23    |
| 12        | Tony Coveña          | Ducati            | 13                | 13                     | 7                 | 10                     | 30                    | 19                | 21                | 25                 | 21    |
| 13        | Marc Moser           | Ducati            | 16                | 10                     | 14                | 13                     | 17                    | 12                | 15                | 14                 | 18    |
| 14        | Sébastien Suchet     | Kawasaki          | 12                | 14                     | 11                | 15                     | 15                    | 16                | Rit               | 11                 | 18    |
| 15        | Sylvain Barrier      | Yamaha            | 11                | Rit                    | 10                | 19                     | 10                    | Rit               |                   |                    | 17    |
| 16        | Luca Salvadori       | Ducati            | 15                | Rit                    | 8                 | 9                      | 18                    | NP                |                   |                    | 16    |
| 17        | Luca Marconi         | Yamaha            |                   |                        | 16                | 14                     | 9                     | 11                | 14                |                    | 16    |
| 18        | Lukas Trautmann      | Yamaha            |                   |                        |                   |                        |                       |                   | 6                 | 12                 | 14    |
| 19        | Mathieu Gines        | Yamaha            |                   |                        |                   | 28                     |                       |                   |                   | 4                  | 13    |
| 20        | Riccardo Russo       | Yamaha            |                   |                        |                   |                        |                       |                   | 4                 | Rit                | 13    |
| 21        | Alessandro Andreozzi | Aprilia           |                   |                        |                   |                        |                       |                   | 13                | 7                  | 12    |
| 22        | Federico D'Annunzio  | BMW               | Rit               | NP                     |                   |                        | 20                    | 17                | 10                | 10                 | 12    |
| 23        | Romain Lanusse       | Kawasaki          | 8                 | NP                     | Rit               | NP                     |                       |                   |                   |                    | 8     |
| 24        | Denni Schiavoni      | BMW               |                   |                        | 9                 |                        |                       |                   |                   |                    | 7     |
| 25        | Antonio Alarcos      | Kawasaki          |                   |                        |                   |                        |                       |                   | 11                |                    | 5     |
| 26        | Wayne Tessels        | Suzuki            | 18                | 11                     | 22                | 17                     | 21                    | Rit               | 18                | 18                 | 5     |
| 27        | Mathew Scholtz       | Yamaha            |                   |                        |                   |                        |                       |                   | 12                |                    | 4     |
| 28        | Matthieu Lussiana    | Kawasaki e BMW    | Rit               | NP                     | Rit               | Rit                    | 19                    | 13                | 16                | Rit                | 3     |
| 29        | Péter Sebestyén      | Kawasaki          | Rit               | 20                     | 13                | Rit                    | 23                    | 18                | 25                | 20                 | 3     |
| 30        | David McFadden       | Kawasaki e Suzuki |                   |                        |                   |                        | 16                    | 14                | 19                | 16                 | 2     |
| 31        | Aiden Wagner         | Suzuki e Kawasaki |                   |                        |                   |                        | 14                    | Rit               |                   |                    | 2     |
| 32        | Michele Magnoni      | Yamaha            | 14                | NP                     |                   | Rit                    |                       |                   |                   |                    | 2     |
| 33        | Eric Vionnet         | BMW               | Rit               | NP                     | NP                | 26                     | 28                    | Rit               | 20                | 15                 | 1     |
| 34        | Robert Mureșan       | BMW               |                   |                        |                   |                        |                       | 15                |                   |                    | 1     |
| 35        | Randy Pagaud         | Kawasaki          | 21                | 15                     | 19                | 25                     | 26                    | 22                | 28                | Rit                | 1     |
| Posizione | Pilota               | Motocicletta      | Spagna (bandiera) | Paesi Bassi (bandiera) | Italia (bandiera) | Regno Unito (bandiera) | Portogallo (bandiera) | Italia (bandiera) | Spagna (bandiera) | Francia (bandiera) | Punti |

| Legenda | 1º posto        | 2º posto            | 3º posto            | A punti      | Senza punti        | Grassetto=Pole position Corsivo=Giro più veloce |
| Legenda | Gara non valida | Non qual./Non part. | Ritirato/Non class. | Squalificato | "-" Dato non disp. | Grassetto=Pole position Corsivo=Giro più veloce |

### Sistema di punteggio
| Pos.  | 1  | 2  | 3  | 4  | 5  | 6  | 7 | 8 | 9 | 10 | 11 | 12 | 13 | 14 | 15 | 16> |
| Punti | 25 | 20 | 16 | 13 | 11 | 10 | 9 | 8 | 7 | 6  | 5  | 4  | 3  | 2  | 1  | 0   |

### Costruttori[2]
| Posizione | Costruttore | Spagna (bandiera) | Paesi Bassi (bandiera) | Italia (bandiera) | Regno Unito (bandiera) | Portogallo (bandiera) | Italia (bandiera) | Spagna (bandiera) | Francia (bandiera) | Punti |
| --------- | ----------- | ----------------- | ---------------------- | ----------------- | ---------------------- | --------------------- | ----------------- | ----------------- | ------------------ | ----- |
| 1         | Aprilia     | 2                 | 1                      | 1                 | 1                      | 2                     | 1                 | 3                 | 2                  | 176   |
| 2         | BMW         | 1                 | 18                     | 2                 | 2                      | 1                     | 3                 | 1                 | 5                  | 142   |
| 3         | Ducati      | 4                 | 2                      | 3                 | 3                      | 3                     | 2                 | 2                 | 3                  | 137   |
| 4         | Yamaha      | 3                 | 6                      | 4                 | 4                      | 5                     | 5                 | 4                 | 1                  | 112   |
| 5         | Kawasaki    | 6                 | 8                      | 11                | 12                     | 6                     | 9                 | 9                 | 9                  | 58    |
| 6         | Suzuki      | 18                | 11                     | 21                | 16                     | 14                    | 14                | 18                | 16                 | 9     |